# Alexandre Maitret
 (juin 2025).
Alexandre Maitret est un homme politique français né le 20 février 1809 à Brienne-le-Château (Aube) et décédé le 30 mars 1878 à Paris.

## Biographie
Avocat à Chaumont, il est conseiller municipal en 1844, adjoint au maire en 1848 et conseiller général en 1851. Opposant au coup d’État du 2 décembre 1851, il est proscrit et ne revient en France qu'en 1859. Maire de Chaumont après le 4 septembre 1870, il est révoqué après le 24 mai 1873. Il est député de la Haute-Marne de 1876 à 1878, siégeant à gauche. Il est l'un des 363 qui refusent la confiance au gouvernement de Broglie, le 16 mai 1877. 

## Sources
- « Alexandre Maitret », dans Adolphe Robert et Gaston Cougny, Dictionnaire des parlementaires français, Edgar Bourloton, 1889-1891 [détail de l’édition]